# Constantin Voicescu
Constantin Voicescu (n. 28 iulie 1924, București – d. 8 septembrie 1997) a fost un duhovnic ortodox român.

## Biografie
Constantin Voicescu s-a născut la 28 iulie 1924 în familia lui Stan și Zinca (n. Manea) Voicescu. A crescut în diferite orfelinate din România.
Constantin Voicescu a fost arestat în decembrie 1942 și a fost condamnat de Curtea Marțială a Corpului 5 Armată Ploiești la 3 ani de închisoare corecțională pentru apartenență la Frățiile de Cruce. În anul 1946 a început studii la Facultatea de Geografie din București, pe care nu le-a mai finalizat. Constantin Voicescu a fost arestat a doua oară, în mai 1948, când era angajat la Institutul Teologic din București. A fost condamnat pentru „uneltire împotriva ordinii sociale” prin sentința nr. 538/1949 a Tribunalului Militar București la șase ani detenție și a fost închis la Jilava; a fost eliberat în 1954. A fost arestat pentru a treia oară la 30 octombrie 1958 și condamnat la muncă silnică pe viață prin sentința nr. 844/59 a Tribunalului Militar București, apoi închis la Aiud. Pedeapsa i-a fost comutată în 25 de ani de muncă silnică. Constantin Voicescu a fost eliberat în 1964, fiind grav bolnav.
La 11 februarie 1973 a fost hirotonit preot și a slujit onorific la Biserica Bucur. Din 1976 și până la sfârșitul vieții a fost preot paroh la Biserica Sapienței (capela familiei Lahovary din centrul Bucureștiului). Autoritățile comuniste au vrut să demoleze biserica în 1985, dar preotul Voicescu a depus memorii la forurile de decizie și a reușit astfel să salveze biserica. I-a ajutat pe enoriașii cei mai săraci, trimițându-le alimente sau alte obiecte folositoare.
A făcut parte în 1990 din Grupul de Reflecție pentru Înnoirea Bisericii, alături de alte personalități religioase (pr.prof.dr. Dumitru Stăniloae, pr.prof.dr. Constantin Galeriu, arhim. Bartolomeu Anania, protos. Daniel Ciobotea, ierom. Iustin Marchiș, pr. Toader Crâșmaru) și civile (Horia Bernea și Sorin Dumitrescu, Octavian Ghibu, Teodor Baconsky), care s-a întrunit timp de aproape doi ani. Ședințele au fost găzduite o perioadă în casa parohială a pr. Voicescu. Grupul avea un număr mare de preocupări: reintroducerea religiei ca materie de studiu în școlile publice, strângerea de informații cu privire la preoții deținuți politici în timpul regimului comunist pentru alcătuirea unui volum, înființarea unui post de radio al Bisericii Ortodoxe Române, discutarea cooperării cu autoritățile statului și a relațiilor Bisericii Ortodoxe Române cu Biserica Romano-Catolică, cu Biserica Greco-Catolică și cu alte mișcări spirituale.
Preotul Voicescu a fost membru fondator al Alianței Civice și duhovnic al Anei Blandiana și al lui Emil Constantinescu (inclusiv în perioada de început a mandatului său de președinte al României).
Părintele Constantin Voicescu a fost căsătorit și a avut trei copii; a decedat la 8 septembrie 1997 într-un accident rutier.